# Kinoteatr Rialto
Kinoteatr Rialto – kinoteatr mieszczący się w Katowicach przy ul. św. Jana 24, prowadzony przez Instytucję Filmową „Silesia-Film”. Zajmuje się pokazami filmowymi i teatralnymi oraz koncertami.

## Historia

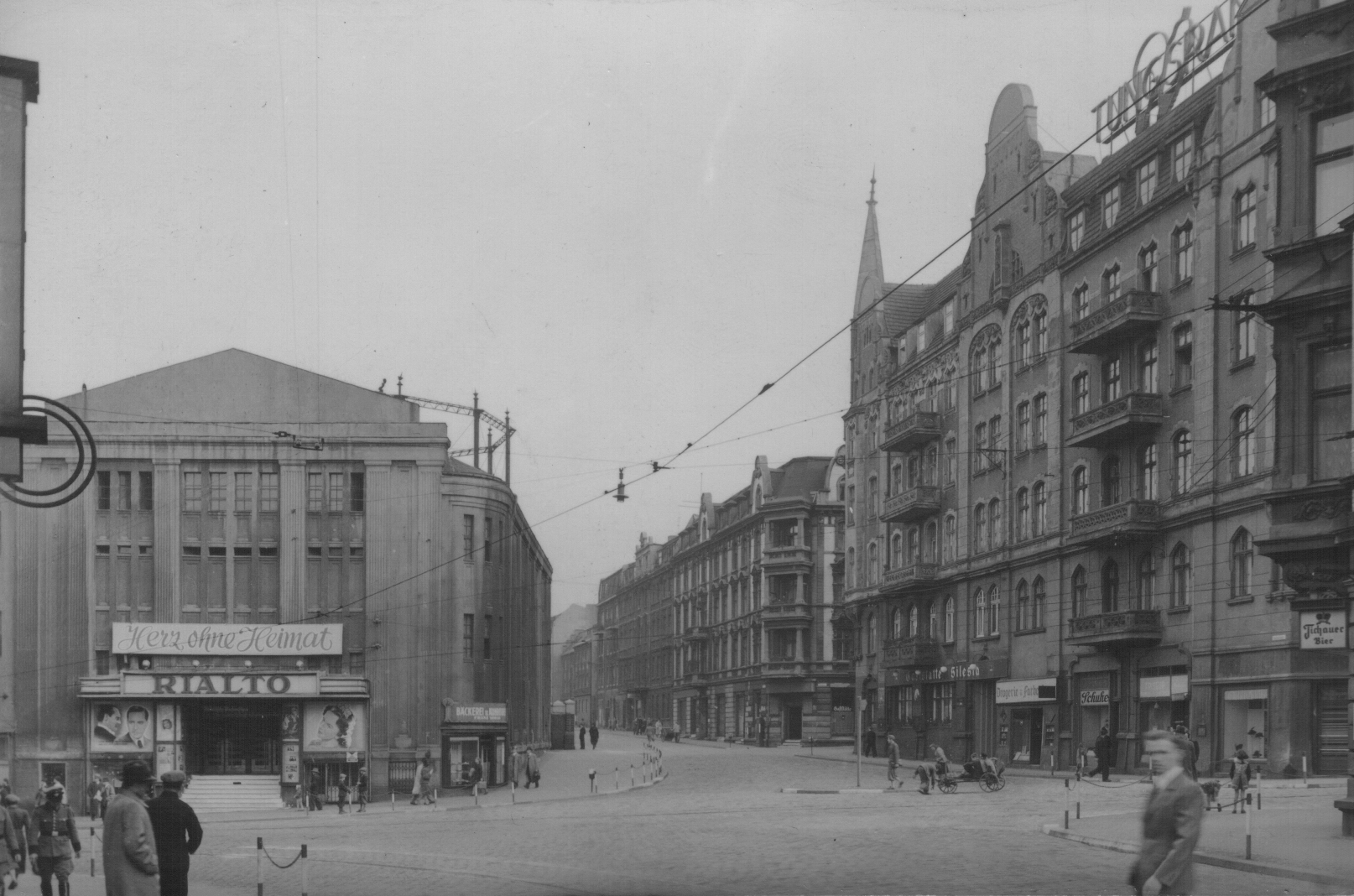
Rialto w okresie II wojny światowej

Kinoteatr Rialto został wybudowany w 1912. Obiekt należący do Martina Tichauera i Bertholda Kochmanna otwarto 7 listopada 1912. Kino nosiło nazwę „Kammerlichtspiele”. Mieściła się w nim sala projekcyjna na 800 miejsc, podium na dwudziestoosobową orkiestrę, a na piętrze – palarnia cygar, winiarnia i piwiarnia. Pierwsza wzmianka prasowa o kinie pochodzi z 17 stycznia 1913. Jest nią reklama w „Górnoślązaku”. „Kammerlichtspiele” już na początku swojej działalności organizował pokazy plenerowe na terenie pomiędzy gmachem kinoteatru a siecią kolejową.
Pierwsza przebudowa kina nastąpiła na przełomie lat dwudziestych i trzydziestych. Zwiększono wtedy liczbę miejsc do 1050, a obiekt wyposażono w aparaturę dźwiękową. Dzięki niej 17 grudnia 1929 r. zaprezentowano pierwszy pokaz filmu dźwiękowego na polskim Śląsku (wyświetlono wówczas film pt. „Śpiewający błazen”).
Kino kilkakrotnie w okresie swojej działalności zmieniało nazwę. W 1928 pod wpływem sanacyjnej kampanii nawołującej do usuwania języka niemieckiego z życia publicznego przemianowano kinoteatr na „Rialto”. Po raz kolejny, w 1938, ówcześni dzierżawcy kina – Jerzy Kunstliger z Katowic, dr Menasse Katz z Krakowa i dr Leopold Glesner z Warszawy zmienili nazwę kina na „Słońce”. Kolejne zmiany nastąpiły w 1939 kiedy to kino przyjęło nazwę „UFA – Theater Rialto” oraz w 1945, kiedy ostatecznie powrócono do nazwy „Rialto”.
W latach pięćdziesiątych XX wieku kino przeszło ponowną przebudowę. W kwietniu 1959 otwarcie kina uświetniła premiera pierwszego polskiego westernu pt. „Rancho Texas” Wadima Berestowskiego. Do czasu otwarcia w 1965 r. nowego kina „Kosmos” było „Rialto” najbardziej prestiżowym kinem w Katowicach, które jako pierwsze wyświetlało nowe tytuły.
Od 2004 do końca 2005 trwał w budynku generalny remont, który został zakończony przekształceniem w kinoteatr. Od października 2006 „Rialto” należy do Sieci Kin Studyjnych i Lokalnych. W 2012 kino obchodziło swoje stulecie. W trakcie obchodów miała miejsce wystawa starych zdjęć Rialta oraz premiera filmu o jego historii „Teatr niknących obrazów” w reżyserii Dagmary Drzazgi. Pod koniec 2012 zmodernizowano kinotechnikę, co obejmowało przebudowę kabiny projekcyjnej, instalację cyfrowego projektora 4K oraz montaż srebrnego ekranu Halkness Hall.

## Działalność
Obecnie „Rialto” prowadzi działalność kinową – odbywają się seanse filmowe, maratony, przeglądy i festiwale, oraz związaną z prezentacją form teatralnych czy koncertów muzycznych.
W kinoteatrze funkcjonuje Dyskusyjny Klub Filmowy „Filmoholic” oraz Filmowy Klub Seniora, skupiających dane grupy wiekowe na dedykowanych dla nich projekcjach filmowych. „Rialto” jest organizatorem Katowickiego Przeglądu Filmów Górskich. Od wiosny 2011 wyświetlane są transmisje na żywo, w jakości HD, z Teatru Bolszoj w Moskwie.

## Nazwy
Kinoteatr Rialto na przestrzeni lat nosił nazwy:
- 1912 – około 1921 – Kammerlichtspiele
- około 1921−1928 – Kammer[2]
- 1928–1938 oraz 1945-2005 – Rialto
- 1938–1939 – Słońce
- 1939–1945 – UFA – Theater Rialto
- 1945–2005 – Kino Rialto
- 2005−obecnie – Kinoteatr Rialto.